# 非洲古神翼龙属
非洲古神翼龙（学名：Afrotapejara，意为“非洲的古老存在”）是古神翼龙科翼龙的一个已灭绝属，化石发现于摩洛哥。模式种扎氏非洲古神翼龙（Afrotapejara zouhri）于2020年被命名并描述。它是非洲发现的第一种古神翼龙科，也是卡玛卡玛岩层发现的第四种翼龙。

## 发现

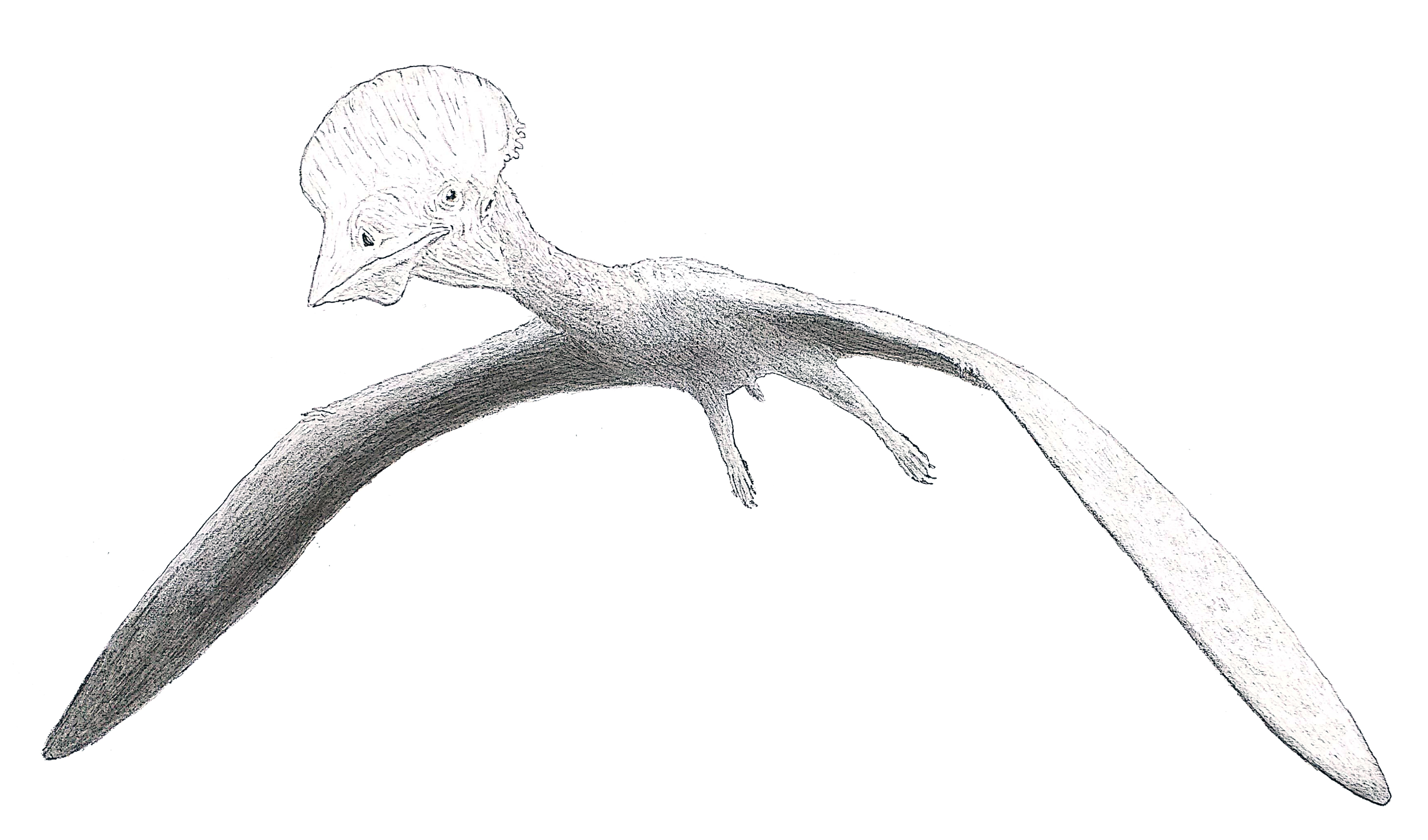
复原图

英国古生物学家大卫·马提尔从伊尔富德的化石商人手中买下一块翼龙颌骨。该化石疑似出土于塔菲拉特（Tafilalt）伊赫夫恩塔克摩特（Ikhf N' Taqmout）的高原上。
2020年，模式种托氏非洲古神翼龙（Afrotapejara zouhri）由大卫·马提尔（David Martill）、罗伊·史密斯（Roy Smith）、大卫·安文（David M. Unwin）、亚历山大·考（Alexander Kao）、詹姆斯·麦克菲（James McPhee）、尼扎尔·易卜拉欣（Nizar Ibrahim）等人命名并描述。属名组合非洲及近缘属古神翼龙。种名致敬摩洛哥古生物学家萨米尔·扎赫里（Samir Zouhri）。
正模标本FSAC-KK 5004发现于阿尔布阶至森诺曼阶早期的卡玛卡玛岩层。标本由一个缺乏吻尖并延伸至吻嵴顶部前下方位置的吻部组成。该化石已由化石商人完成清修。马提尔的后期清修工作及CT扫描显示，来自某些其它分类单元的骨头碎片被用于修复上边缘的损坏。马提尔将该化石存放于“考古科学院地质系”的收藏中。
另有两件化石归入该物种：标本FSAC-KK 5006及FSAC-KK 5007。两者均为吻部且产地相似并具有近乎相同的外观。标本BSP 1997 I 67是一块1999年描述的下颌骨联合，亦暂时归入该物种。其同样发现于摩洛哥的卡玛卡玛红色岩层中。

## 描述
本属与其它所有古神翼龙科的区别在于，在距吻尖较短距离内，吻突（前）边缘拥有沿背侧（向上）扩张部分。此外还有两个独特的特征组合，但其所含特征本身并不独特：吻部侧面有一排细长小孔靠近且平行于其与双腭的共同边缘，腭后部中线上有一小突起。

## 延伸阅读
- Fox, Alex. . Smithsonian Magazine.   [9 April 2020]. （原始内容存档于2020-04-07）.
- . phys.org.   [9 April 2020]. （原始内容存档于2020-04-06）.